# Condado de Cowlitz
O Condado de Cowlitz é um dos 39 condados do Estado americano de Washington. A sede de condado é Kelso, e sua maior cidade é Longview. O condado possui uma área de 3,021 km², uma população de 92,948 habitantes, e uma densidade populacional de 32 hab/km² (segundo o censo nacional de 2000). O condado foi fundado em ?.